# Scavapatate
Lo scavapatate è una macchina agricola trainata dal trattore o portata tramite l'attacco a tre punti; viene usata per scavare le patate dal terreno al fine di raccoglierle.
Lo scavapatate è costituito da un telaio che monta due dischi tagliaerba, un vomere con apparato vibrante per estrarre i tuberi, un nastro trasportatore o dei rulli per il trasporto dei tuberi e un setaccio per l'eliminazione del terreno; i tuberi estratti e puliti dalla terra vengono quindi depositati in una o due file sulla superficie del campo, da dove vengono raccolti con un secondo passaggio. La raccolta viene eseguita tramite un raccoglitore con una testata munita di rulli, che sollevano i tuberi dal terreno; un nastro trasportatore li riceve e li deposita in un cassone di raccolta.
Prima di eseguire la raccolta dei tuberi, occorre eliminare la parte aerea delle piante; ciò può essere fatto con il diserbo oppure meccanicamente, mediante una trinciastocchi.
Lo scava-raccoglipatate esegue con un unico passaggio sia lo scavo che la raccolta; i tuberi, invece di essere scaricati sul campo per essere poi raccolti, vengono depositati in un cassone di raccolta oppure convogliati ad un elevatore laterale, che li scarica su un rimorchio che procede affiancato allo scava-raccoglitore.